# Haworth (West Yorkshire)
Haworth – historyczna mała miejscowość
położona w Górach Pennińskich w dystrykcie metropolitalnym City of Bradford w
hrabstwie West Yorkshire w Anglii. W przeszłości należała do okręgu
wyborczego West Riding of Yorkshire. Haworth oddalone jest o 3 mile (4,8 km) na
południowy zachód od Keighley i 10 mil (16 km) na zachód od Bradfordu. W
pobliżu miejscowości znajdują się wioski Oakworth, Oxenhope, Cross Roads,
Stanbury oraz Lumbfoot.
Haworth jest dziś atrakcją turystyczną ze względu na jego związek z siostrami Brontë oraz zabytkową koleją.

## Historia
Pierwsze wzmianki o osadzie na terenie dzisiejszego Haworth pojawiły się w 1209 roku. Nazwa miejscowości może wywodzić się z określeń hedged enclosure lub hawthorn enclosure. Nazwę Haworth po raz pierwszy odnotowuje mapa z 1771 roku.

## Rządy
Do parafii w Haworth należą wioski Haworth, Cross Roads i Stanbury, które z kolei są częścią dystryktu metropolitalnego City of Bradford (ang. Bradford Metropolitan District Council) – jednego z pięciu w West Yorkshire.

## Geografia
Haworth jest położone pośród pennińskich wrzosowisk w okręgu Worth Valley 212 mil (341 km) na północ od Londynu, 43 mile (69 km) na zachód od Yorku i 9 mil (14 km) od Bradfordu.

## Gospodarka

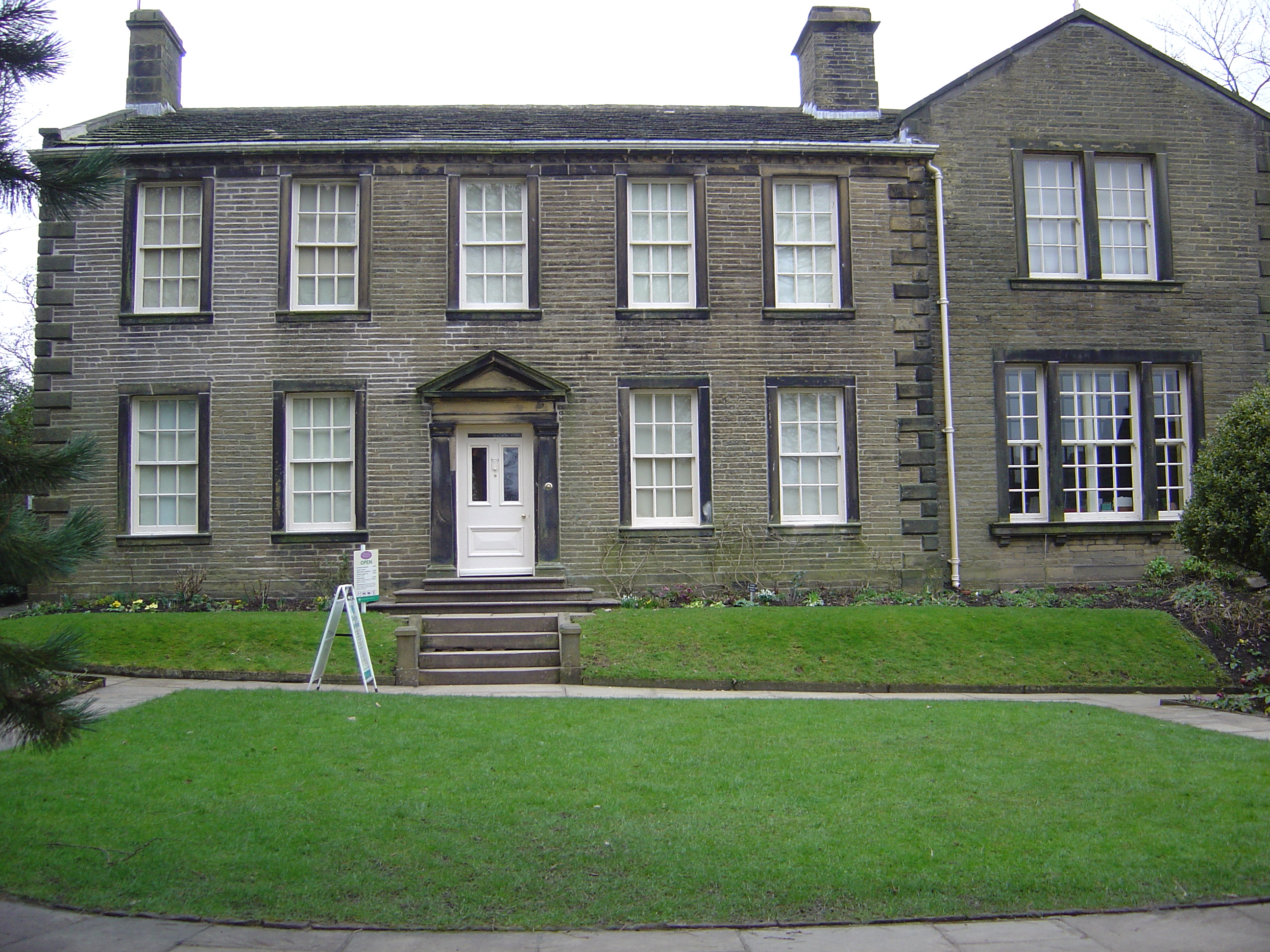
Bronte Parsonage Museum

Największą gałęzią miejscowej gospodarki jest turystyka. Największe atrakcje stanowią zabytkowa kolej oraz muzeum rodziny Brontë (ang. Brontë Parsonage Museum). W Haworth znajdują się herbaciarnie, sklepiki z pamiątkami, antykwariaty, restauracje, hotele oraz puby. Jednym z nich jest Black Bull, gdzie rzekomo Branwell Brontë popadł w alkoholizm oraz uzależnienie od opium. Haworth, znajdujące się nieopodal głównych miast Bradford i Leeds, jest też bazą noclegową dla turystów zwiedzających południową część Gór Pennińskich, zwaną ''Bronte Country''.
22 listopada 2002 roku miejscowości Haworth został nadany status Fairtrade Village'.
21 października 2005 Haworth Faitrade oficjalnie podpisało umowę o współpracę z Machu Picchu w Peru, które w ten sposób stało się miastem partnerskim.

## Kultura

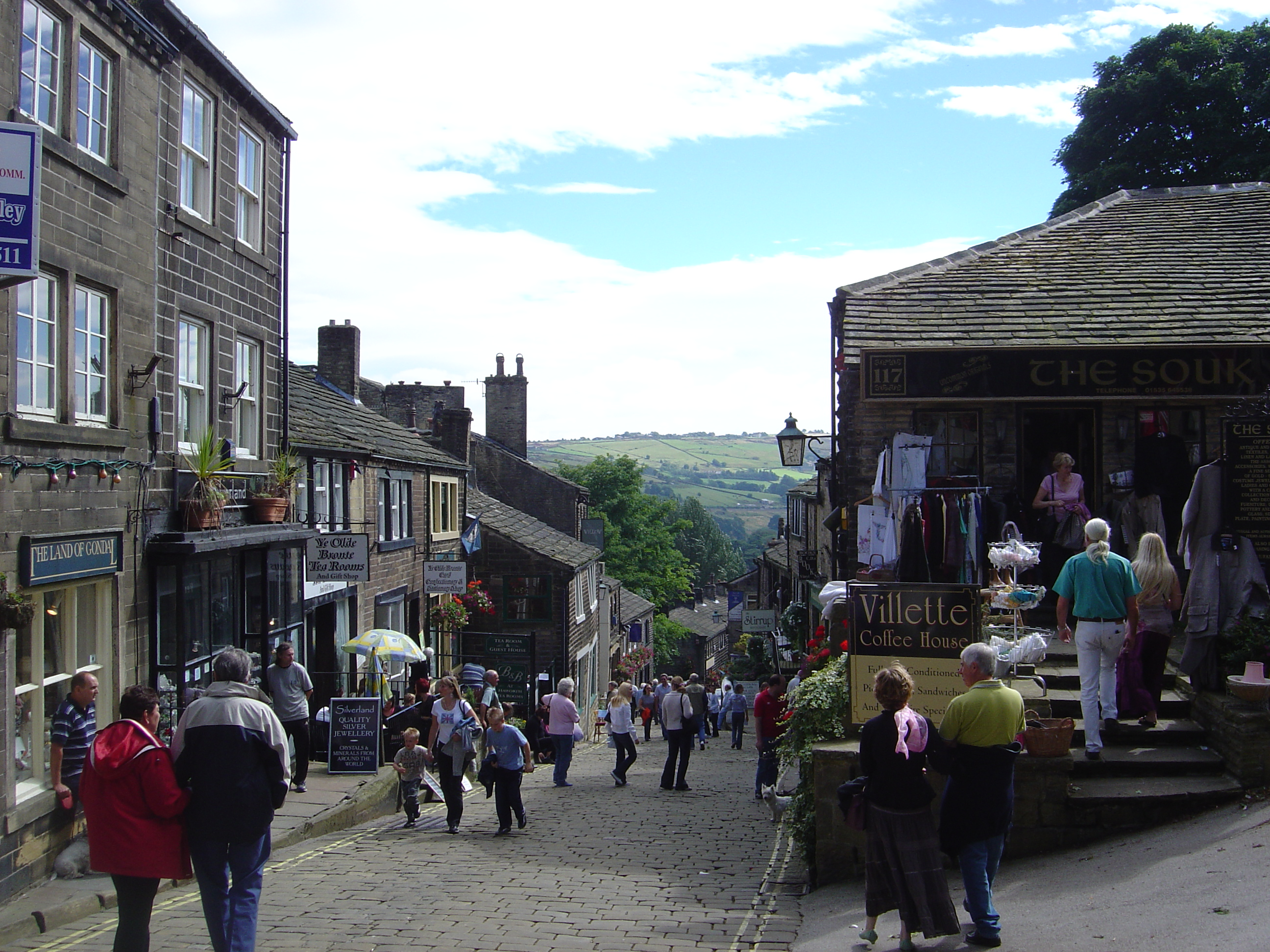
Centrum Haworth

Do tradycji Haworth należały coroczne usługi w Haworth Spa oraz festiwal Rushbearing. Spa Sunday upadło w XX wieku, a festiwalu Rushbearing nie organizuje się już od wielu lat. Nowa impreza kulturalna, Scroogling the Holly, odbywa się w październiku i organizowane jest przez Haworth Traders’ Asscociation. Kapele muzyczne i tancerze moresek ("Morris men") prowadzą procesję dzieci ubranych w kostiumy wiktoriańskie, podążając za Holly
Queen aż do stopni kościoła, gdzie odbywa się ceremonia koronacyjna. Królowa otwiera bramy kościoła i zaprasza do Haworth świątecznego ducha (ang. the spirit of Christmas). Następnie Święty
Mikołaj przyjeżdża z dobrą nowiną.
Pierwszy festiwal sztuki Haworth Arts Festival odbył się w 2000 roku. Po jego kolejnej edycji w 2001 roku, tradycja została porzucona. Przywrócono ją do życia w roku 2005. W czasie festiwalu odbywają się
pokazy sztuk wizualnych oraz występy uliczne. W organizację festiwalu angażuje się cała społeczność. Zapraszani są miejscowi profesjonalni i półprofesjonalni muzycy, artyści, aktorzy oraz jedno znane nazwisko, które co roku pojawia się w
nagłówkach gazet. Na festiwalu występowali już John Cooper Clarke oraz John Shuttleworth. Festiwal wyszedł poza obręb Haworth i rozszerzył się na cały okrąg Worth Valley. Przeprowadzany jest w pierwszy weekend września.
Haworth Band jest jedną z najstarszych świeckich muzycznych organizacji w rejonie Keighley. Źródła historyczne wskazują, że w Ponden, około roku 1854, działała orkiestra dęta wraz z grupą świetnych aktorów założona przez mieszkańca miasta – Johna Heatona. Orkiestra ta zagrała w Haworth na zakończenie wojny krymskiej. Z biegiem lat światowa muzyka orkiestr dętych rosła w siłę, a wraz z nią i Haworth Band.
Co roku w Haworth odbywa się także 1940s weekend, w czasie którego organizuje się szereg nostalgicznych imprez w stylu retro.
W latach 1971–1988 na Main Street działała firma garncarska The Haworth Pottery, gdzie Anne Shaw wyrabiała ręcznie toczone kamionkowe naczynia do użytku domowego wywodzące się z artystyczno-rzemieślniczej
tradycji. W latach 70 XIX stulecia innymi rzemieślnikami w Haworth byli kowal i tokarz.

## Infrastruktura komunalna
13 stycznia 2009 ogłoszono, że w miejscowości zostanie założona stała biblioteka. Zastąpi ona ruchomą bibliotekę, która przyjeżdża do Haworth raz w tygodniu. Ostatni raz Haworth miało własna bibliotekę w roku 1978.

## Charakterystyczne obiekty

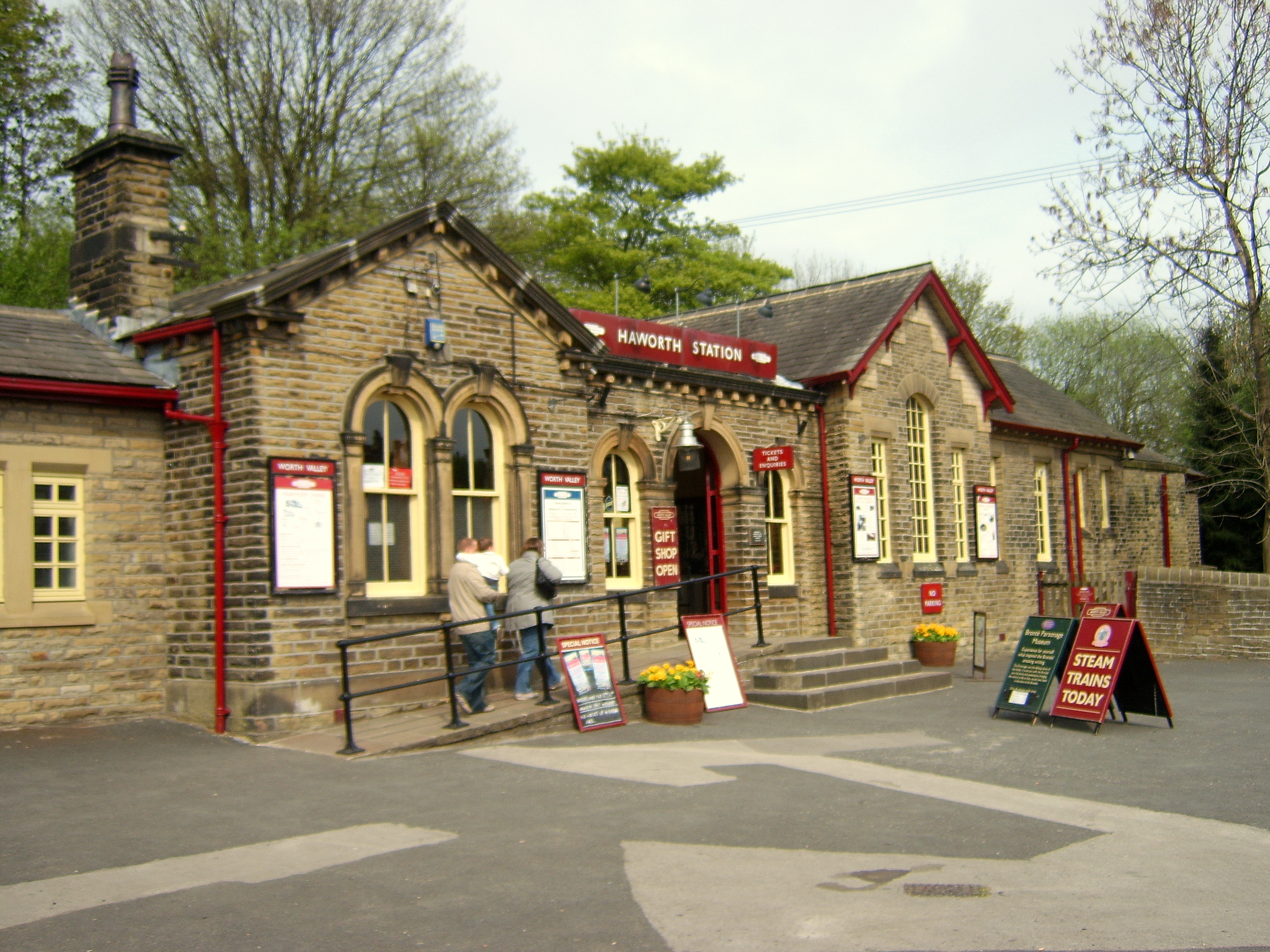
Wejście na stację kolejową w Haworth

Stacja kolejowa w Haworth jest częścią zachowanej autentycznej parowej linii kolejowej Keighley i Worth Valley (ang. Keighley and Worth Valley Railway).
Piesza trasa The Brontë Way, o łącznej długości 43 mil (69 km), biegnie obok Lower Laithe Reservoir i prowadzi do Brontë Waterfalls, Brontë Bridge oraz Brontë Stone Chair, na którym ponoć siostry po kolei siadały i pisały swoje pierwsze opowiadania. Następnie wychodzi z doliny i po wrzosowiskach wiedzie do Ponden Hall (jakoby Thrushcross Grange z "Wichrowych wzgórz" Emily Brontë) i Top Withens – opuszczonych ruin domostwa, w którym ponoć toczyła się akcja "Wichrowych wzgórz". Do Top Withens można dotrzeć także pieszo krótszą drogą z pobliskiej wioski Stanbury.

## Transport
Haworth obsługiwane jest przez usługi przewoźnika Keighley & District, który zapewnia połączenia między głównym miastem Keighley i lokalnymi wioskami Oakworth, Oxenhope, Stanbury oraz Denholme. Istnieje także połączenie do Hebden Bridge. Wieczorne i niedzielne kursy są częściowo opłacane przez Metro (West Yorkshire Passenger Transport Executive).

## Edukacja
Szkoła podstawowa na Rawdon Roadn jest jedyną szkołą w wiosce. Uczą się w niej dzieci w wieku od 3 do 11 lat. Dzieci w wieku 11-18 lat uczęszczają do szkół średnich w Keighley (Oakbank School) i Cullingworth (Parkside School).

## Religia
St. Michael and All Angels Church, będący jednocześnie częścią  Church of England Deanery of Craven, usytuowany jest na Church Street obok plebanii.
Baptyści z okolic w roku 1785 spotykali się w stodole na końcu Brow Road. Następnie przenieśli się do Hall Green Baptist Church na skrzyżowaniu Bridgehouse Lane i Sun Street.

## Sport
W 1887 roku w Haworth założono klub krykieta Haworth Wesleyan Cricket Club. Należą do niego członkowie England and Wales Cricket Board(ECB). Klub posiada własne stałe pole do gry na północ od Well Lane, na zachód od centrum wioski. Inny klub, Haworth West End Cricket Club, został utworzony w roku 1900 jako the Haworth West Lane Baptist Cricket Club.

## Sławne postaci

### Siostry Brontë
Siostry Brontë (Charlotte Brontë, Emily Brontë, Anne Brontë) urodziły się w Thornton obok Bradfordu. Jednak większość swoich powieści napisały na plebanii w Haworth, gdyż ich ojciec był pastorem w St.Michael and All Angels Church. Dziś plebania znajduje się pod opieką organizacji ''Brontë Society'', która jest jednocześnie jej właścicielem. W XIX wieku miejscowość oraz pobliskie osady były bardzo uprzemysłowione, w opozycji do krajobrazów zawartych w sławnych Wichrowych wzgórzach. Były one odzwierciedleniem obrazów górnych wrzosowisk, do których tak przywykła Emily Brontë.

### Filmografia
Haworth i jego stacja kolejowa stały się tłem dla wielu filmów oraz seriali telewizyjnych, takich jak Wielka ucieczka (2022, z Jenny Agutter), Jankesi (1979, z Richardem Gere’em i Vanessą Redgrave) czy filmowej wersji albumu studyjnego The Wall grupy Pink Floyd autorstwa Alana Parkera. Pojawia się także w Wild Child. Zbuntowana księżniczka (2008, z Emmą Roberts), a The Souk (zabytkowy sklep wysokiej klasy) został przedstawiony jako sklep z rzeczami używanymi.

## Miasta partnerskie
- Haworth, New Jersey, USA
- Machu Picchu, Peru